# Canton de Cayenne Sud

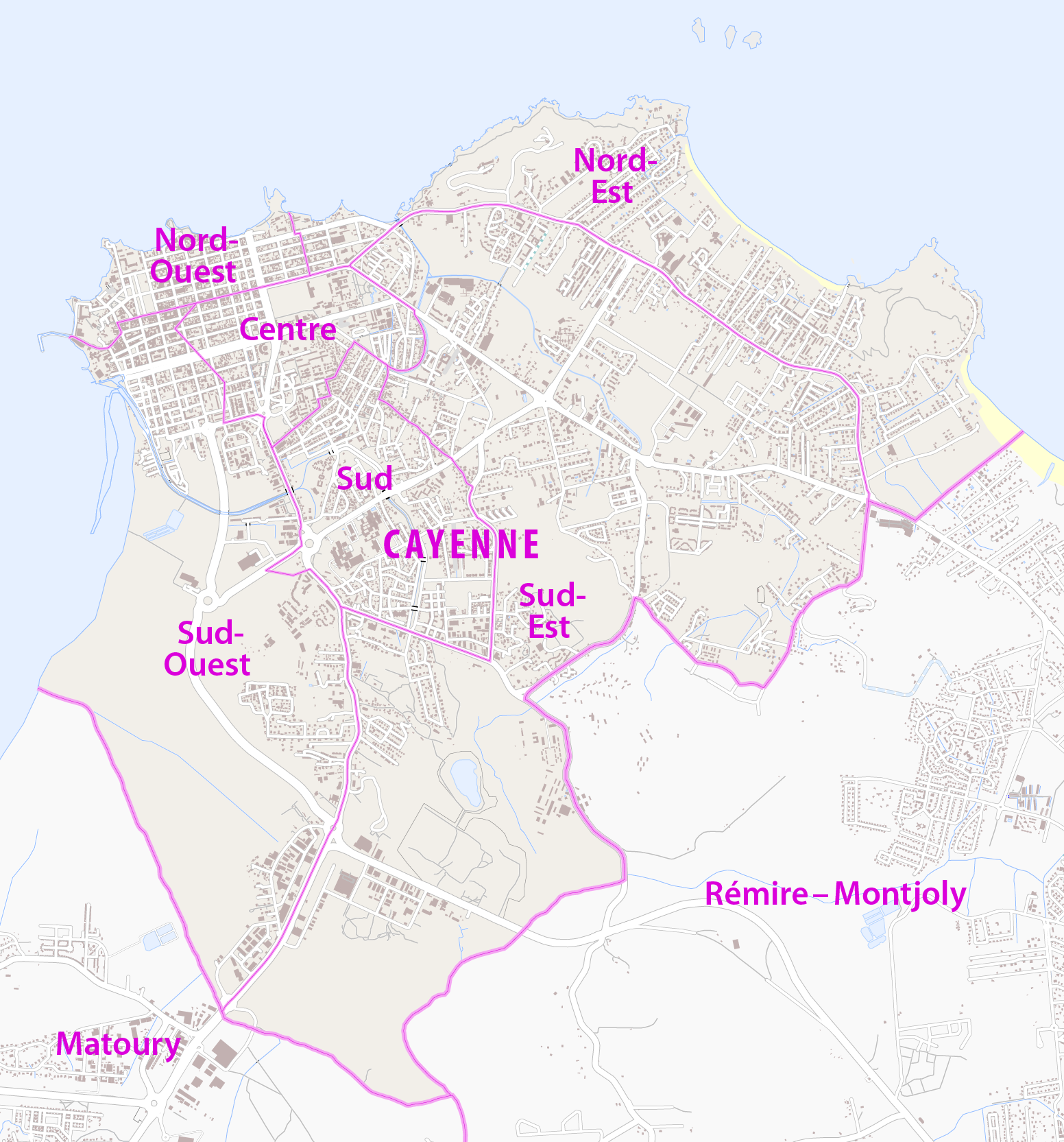

Le canton de Cayenne-Sud est une ancienne division administrative française, située dans le département de la Guyane, dans l'arrondissement de Cayenne.

## Présentation
Il comprenait une partie de la commune de Cayenne
Quartiers de Cayenne inclus dans le canton :
- Bonhomme
- Galmot
- Anatole
- Thémire
- Eau-Lisette

## Administration
| Période | Période | Identité                   | Étiquette | Qualité                                                        |
| ------- | ------- | -------------------------- | --------- | -------------------------------------------------------------- |
| 1985    | 1988    | Dolore Boromée (1933-2013) | PSG       | Dirigeante du PSG                                              |
| 1988    | 2001    | Jean Catayée               | PSG       | Sous-chef de district à l'ONF Adjoint au Maire de Cayenne      |
| 2001    | 2015    | Fabien Canavy              | MDES      | Conseiller régional, premier Vice-Président du Conseil Général |